# A chi tocca, tocca...!
A chi tocca, tocca...! (Agenten kennen keine Tränen) è un film poliziesco del 1978, diretto da Gianfranco Baldanello. con lo pseudonimo di Frank G. Caroll e Menahem Golan.

## Trama
Due agenti segreti uniscono le forze per contrastare il contrabbando di uranio da parte di professionisti impegnati a trafugarlo dalle miniere di uranio in Zaire.

## Produzione
Diverse scene del lungometraggio furono girate ad Amsterdam.

## Distribuzione
Il film fu distribuito nei paesi anglofoni con il titolo: The Uranium Conspiracy.